# Ошаганды (Костанайская область)
Ошаганды (каз. Ошағанды) — село в Джангельдинском районе Костанайской области Казахстана. Входит в состав Кызбельского аульного округа. Код КАТО — 394259300.

## Население
В 1999 году население села составляло 192 человека (96 мужчин и 96 женщин). По данным переписи 2009 года, в селе проживало 99 человек (48 мужчин и 51 женщина).